# Воловенко Ігор Іванович
І́гор Іва́нович Волове́нко (нар. 21 січня 1975 — 5 липня 2016) — старший солдат Збройних сил України, учасник російсько-української війни.

## Життєпис
Народився 1975 року в селі Новоселівка (Гайсинський район, Вінницька область), закінчив середню школу села Бубнівка. Проходив строкову військову службу в лавах ЗСУ. Демобілізувавшись, одружився; з 1994 року працював складачем поїздів паливно-транспортного цеху ДТЕК Ладижинська ТЕС.
13 липня 2015 року мобілізований; старший солдат, старший оператор відділення взводу спостереження та технічних засобів розвідки розвідувальної роти, 59-та окрема мотопіхотна бригада. Брав участь в боях на сході України.
5 липня 2016 року в пообідню пору під час огляду взводного опорного пункту біля села Троїцьке (Попаснянський район) підірвався на протипіхотній міні.
8 липня 2016-го похований в селі Новоселівка.
Без Ігоря лишилися батьки Іван Петрович та Марія Феодосіївна, дружина Олена Володимирівна, донька Вікторія 2003 р.н. та син Олександр 2005 р.н.

## Нагороди та вшанування
- указом Президента України № 363/2017 від 14 листопада 2017 року «за особисту мужність і високий професіоналізм, виявлені у захисті державного суверенітету та територіальної цілісності України, вірність військовій присязі» — нагороджений орденом «За мужність» III ступеня (посмертно)[2]
- 17 лютого 2017 року в Бубнівській ЗОШ відкрито меморіальну дошку Ігорю Воловенку.